# Skånska generalguvernementet
Skånska generalguvernementet bildades 1658 några veckor efter freden i Roskilde med säte i Malmö för att styra de av Sverige erövrade danska provinserna, Skåne, Halland och Blekinge samt Bornholm. Skånska generalguvernementet upphörde 1669 men återuppstod 1676 i anslutning till Skånska kriget och varade till 1719. Från 1693 omfattades enbart Skåne, och namnet blev då Skånska guvernementet. Skånska (general)guvernementet återuppstod under Napoleonkrigen 1801-1809 med fältmarskalken Johan Christopher Toll som guvernör.
Skånska generalguvernementet leddes av en generalguvernör, inledningsvis Gustav Otto Stenbock, som hade det högsta militära befälet inom guvernementet, samt ansvar som en landshövding för de områden som saknade sådan och med ett överordnat ansvar för inlemmandet av de nya provinserna i Sverige.

## Omfattning
Skåne var 1658 uppdelat i fyra slottslän, där Kristianstads län fick en landshövding 1658. De övriga slottslänen fick en befattningshavare med titeln slotts- eller länshövding. 1669 slogs Malmöhus slottslän, Landskrona län och Helsingborgs län samman och bildade Malmöhus län som leddes av en landshövding. I anslutning till denna sammanslagning upphörde generalguvernementet en första gång. I anslutning till guvernementet upphörande den andra gången 1719 förstärktes de två länsstyrelserna och 1720 gjorde en reglering av länens omfång där ett antal härader i sydöstra och nordvästra Skåne överfördes från Malmöhus län till Kristianstads län. 
Blekinge lades redan under 1658 under landshövdingen i Kristianstads län för att 1680 övergå till Kalmar län  utanför generalguvernementet. 1683 bildades så ett fristående Blekinge län med egen landshövding.
Halland hade efter freden i Brömsebro 1645 tilldelats Sverige under 30 år, och bibehöll inledningsvis den danska administrationen och länen Laholms län, Halmstads län och Varbergs län. Efter att Halland blivit permanent svenskt efter freden i Roskilde 1658 bildades Hallands län med egen landshövding. 1693 blev länet självständigt från generalguvernementet.
Bornholm återgick redan 1660 till Danmark efter freden i Köpenhamn.  
Bohuslän som styrts av en egen guvernör bildade 1680 Bohus län som därefter ingick i generalguvernementet för att 1693 brytas ut och bli självständigt från generalguvernementet.

## Generalguvernörer/guvernörer
- 1658-1664 Gustaf Otto Stenbock (1614-1685), Skåne, Blekinge och Halland (inklusive Bornholm 1658-1660)
- 1664-1669 Gustaf Persson Banér (1618-1689), Skåne, Blekinge och Halland
- 1676-1677 Fabian von Fersen (1626-1677), Skåne, Blekinge och Halland
- 1677-1679 Göran Sperling (1630-1691), Skåne, Blekinge och Halland
- 1679-1680 Johan Göransson Gyllenstierna (1635-1680), Skåne, Blekinge och Halland
- 1680-1693 Rutger von Ascheberg (1621–1693), Skåne, Halland och Bohus län
- 1693-1698 Otto Vellingk (1649-1708), Skåne
- 1698-1705 Karl Gustaf Rehnsköld (1651-1722)
- 1705-1711 Magnus Stenbock (1665-1717)
- 1711-1716 Jacob Burensköld (1655-1735)
- 1801-1809 Johan Christopher Toll (1743-1817), Skåne

## Kontrollkommissioner
Skånska generalguvernementet följdes upp av Skånska kommissionen som inrättades omedelbart efter Roskildefreden 1658 för alla erövrade landskap. År 1662 inrättades 1662 års kommission och 1668 kommissionen av 1669–1670, båda för att följa upp integrationen av de nya landskapen.